# 1re division côtière
Pour les articles homonymes, voir 1re division et division côtière.
La 1re division côtière  (arabe : الفرقة الأولى الساحلية, Forqat al-Awwal As-Sahli) est un groupe rebelle formé en 2014 lors de la guerre civile syrienne.

## Histoire

### Fondation
La 1re division côtière naît le 22 octobre 2014, de la fusion de plusieurs groupes ; le plus important étant le Liwa al-Aadiyat, né après la dissolution de la Brigade Ahfad al-Rassoul, les autres étant la 1re Brigade, 3e Brigade, la Brigade Al-Asifa Brigade et la Brigade Al-Naser.

### Affiliations
La 1re division côtière est affiliée à l'Armée syrienne libre,.

### Dissolution
Le 28 mai 2018, la 1re division côtière fusionne avec dix autres groupes de l'Armée syrienne libre pour former le Front national de libération.

## Effectifs et commandement
En 2015, le groupe revendique 2 800 hommes,, Archicivilians donne une estimation de plus de 1 900 hommes fin 2016. Il est commandé par le capitaine Mohammed Haj Ali,. Le groupe est composé d'Arabes et de Turkmènes.
Le 19 octobre 2015, Basil Zamo, un ancien capitaine de l'armée syrienne et commandant de la Première division côtière a été tué lors d'un bombardement russe dans la province de Lattaquié.
Fadi Ahmad est le porte-parole de la Première division côtière. 
Un certain Osama Abu Hamza , un artilleur, a acquis une certaine notoriété pour avoir exécuté avec le missile guidé TOW, des tirs délicats sur des blindés et des positions gouvernementales.

## Zones d'opérations
Le groupe est actif au nord du gouvernorat de Lattaquié, surtout dans le Mont Turkmène et le Mont Kurde, à l'ouest du gouvernorat d'Idleb et à l'ouest du Hama, dans la région de Ghab,,.
La division côtière cherche à isoler le port de Lattaquié et de s'emparer de la zone frontalière avec la Turquie. C'est pourquoi les bombardements russes du 24 novembre 2015 ont pour objectif de repousser la division côtière du littoral méditerranéen et du port de Lattaquié, une région essentielle pour le ravitaillement du régime syrien.

## Actions
En 2014 et 2015, la 1re division côtière participe à la bataille de Kessab, la bataille de Jisr al-Choghour et la bataille de Sahl al-Ghab.
La destruction d'un Su-24 de l'armée de l'air russe bombardant leurs positions par l'aviation turque le 24 novembre 2015 a déclenché la crise russo-turque de 2015.

## Soutiens
Le groupe est soutenu par la Turquie, l'Arabie Saoudite, le Qatar et les États-Unis,. Certains de ses combattants auraient bénéficié d'un entraînement au Qatar et une formation militaire par des agents de la CIA.

## Armement
La 1re division côtière fait partie des brigades rebelles soutenues par les États-Unis qui bénéficient de livraisons de missiles antichar BGM-71 TOW américains.